# Evelyn Schmidt (Weinkönigin)

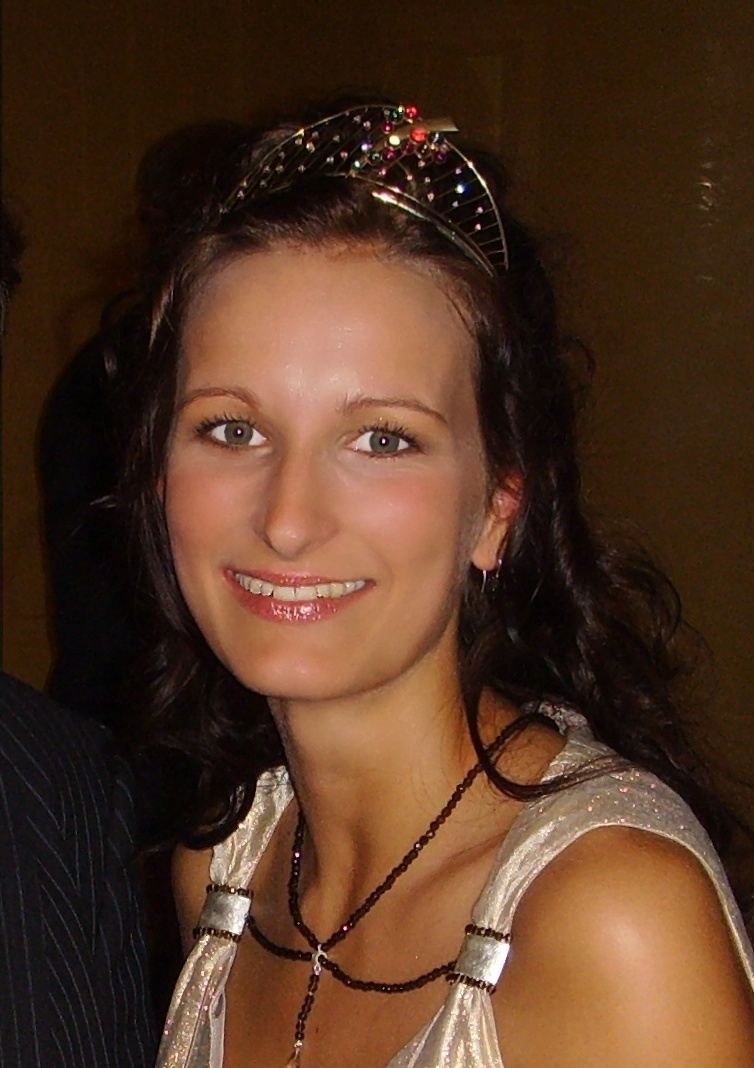
Evelyn Schmidt (2007)

Evelyn Schmidt (* 10. April 1983 in Hoyerswerda) aus dem Weinbaugebiet Sachsen war die Deutsche Weinkönigin 2007/08. Sie wurde am 12. Oktober 2007 in Neustadt an der Weinstraße als Nachfolgerin von Katja Schweder zur 59. Deutschen Weinkönigin gewählt, zuvor war sie ein Jahr lang Sächsische Weinkönigin. Zu ihrer Nachfolgerin im Amt der Deutschen Weinkönigin wurde die aus dem Anbaugebiet Franken stammende Marlies Dumbsky gewählt.
Während ihrer Zeit als Deutsche Weinkönigin lag der Schwerpunkt ihrer Auslands-PR auf den asiatischen Märkten wie China, Südkorea und Japan. Reisen führten sie aber auch in eher exotische Weinmärkte wie Dubai und Venezuela.
Im Gegensatz zu den meisten anderen Kandidatinnen stammt sie nicht aus einer Familie, die mit Weinbau zu tun hat; die Tochter eines Mechanikers hatte ihre Leidenschaft für Wein erst während des Studiums entdeckt.
Nach Besuch des Gymnasiums Dreikönigschule in Dresden von 1993 bis 2001 studierte sie anschließend bis 2006 Tourismus an der Hochschule Zittau/Görlitz mit einem Master-Abschluss. Ab 2007 war sie im Sächsischen Staatsweingut Schloss Wackerbarth beschäftigt, wo sie für die Planung und Koordinierung von Gästeführungen und Weinproben zuständig war.
Nach Ablauf ihrer Amtszeit arbeitete sie ab Januar 2009 bei der Staatlichen Lehr- und Versuchsanstalt für Wein- und Obstbau Weinsberg respektive beim Staatsweingut Weinsberg. Sie betreute dort in einem Projekt die Bereiche Architektur, Tourismus und Marketing. Anfang 2013 kehrte sie für eine neue Arbeitsstelle nach Dresden zurück.